# Проект HOPE

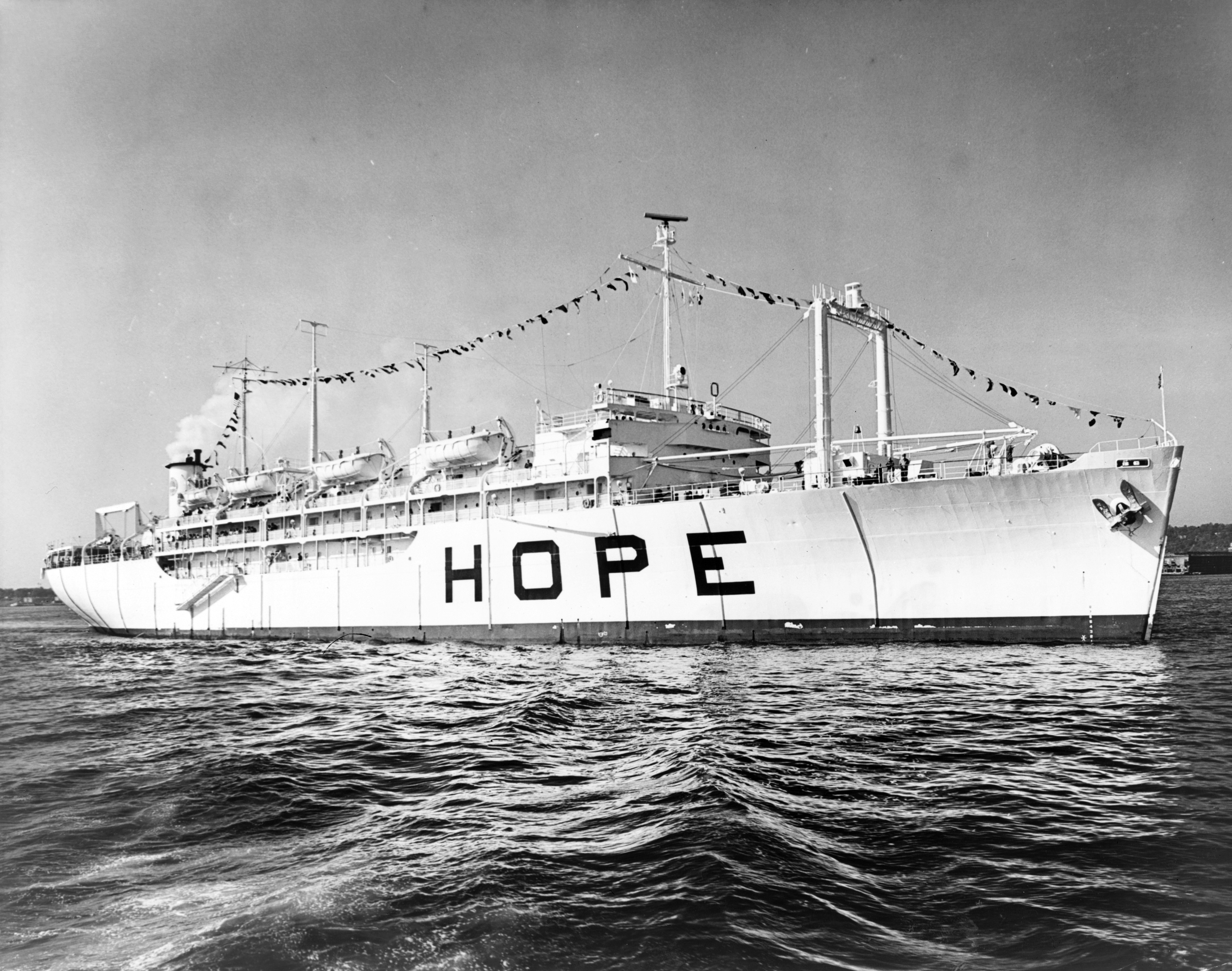
Корабль-госпиталь SS Hope

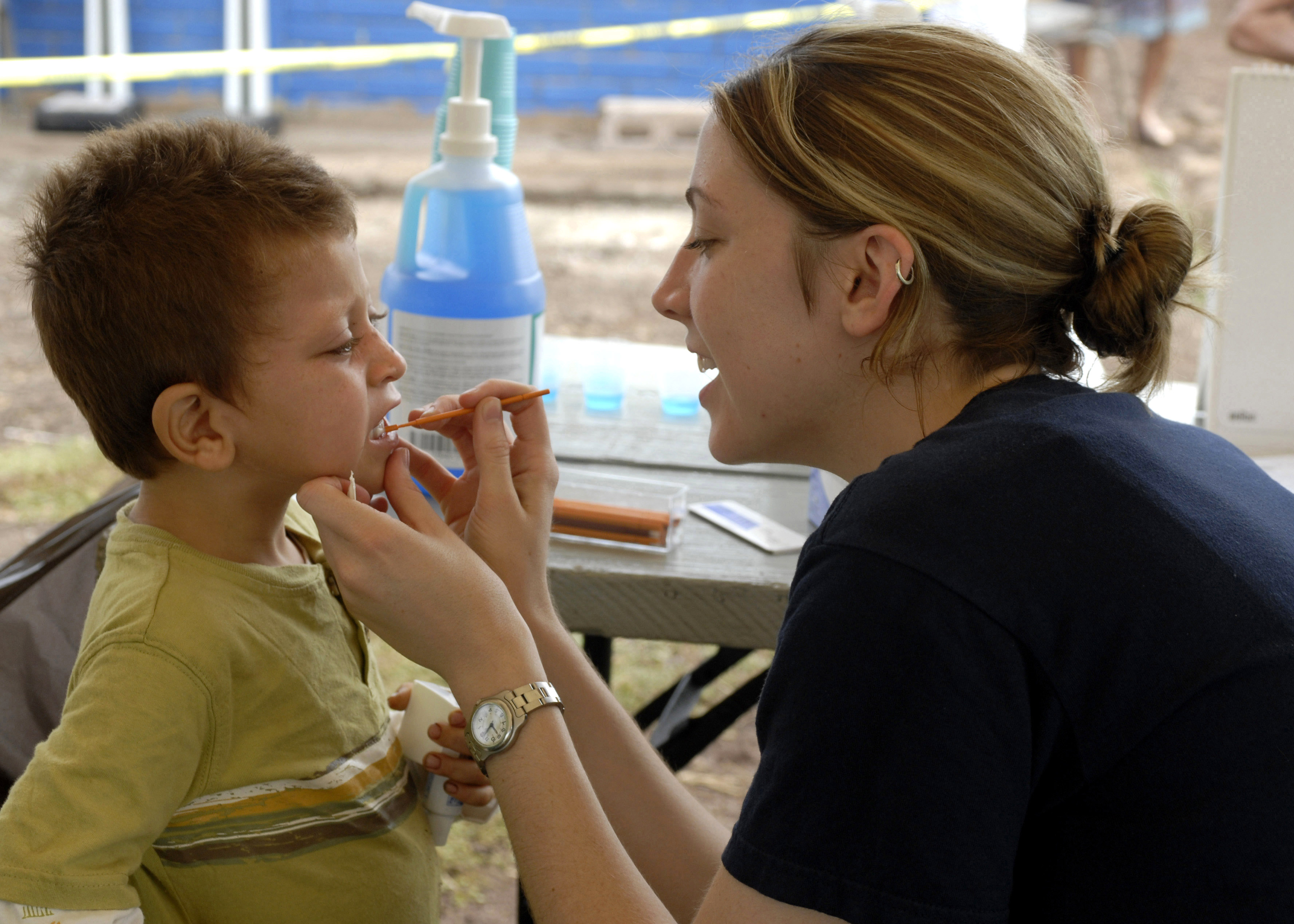
Сотрудник Project HOPE лечит сальвадорского мальчика фтором в школе Кантона ла Сунза, 2008 г.

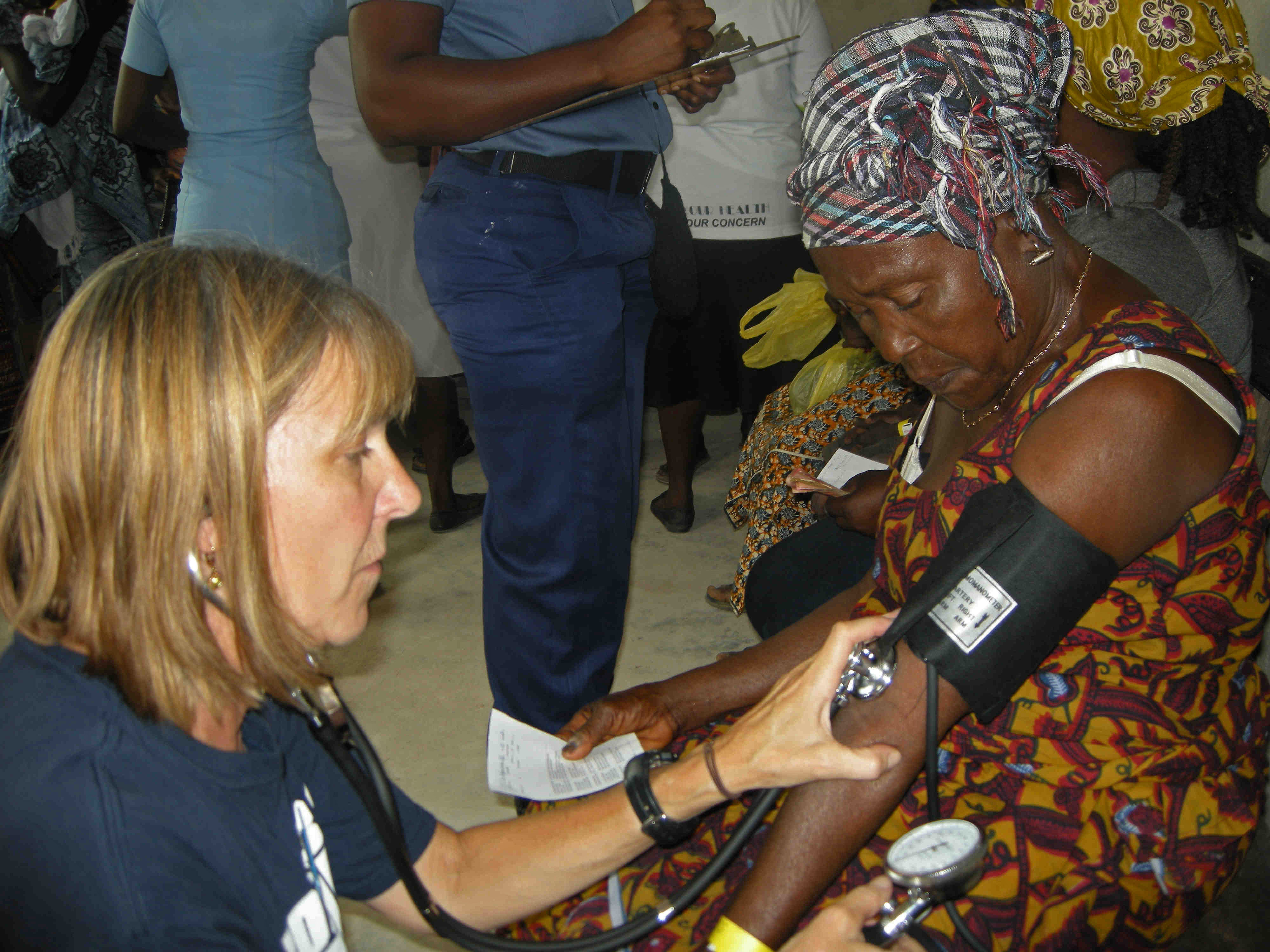
Медсестра-волонтер из Project HOPE проверяет жизненно важные органы пациента в Гане, 2012 г.

Проджект ХОУП (англ. Project HOPE - Health Opportunities for People Everywhere, аббревиатура рус. "Возможности для здоровья для людей повсюду") — международная глобальная неправительственная организация в области здравоохранения и гуманитарной помощи. Основан в США в 1958 году. Проджект ХОУП работает в пяти основных областях: стихийные бедствия и кризисы в области здравоохранения; инфекционные заболевания; незаразные болезни; здоровье матери, новорожденного и ребенка и политика здравоохранения. С 2019 года организацию возглавляет президент и генеральный директор Рабих Торбай.
Проджект ХОУП помогает различным развивающимся странам в искоренении инфекционных заболеваний, таких как ВИЧ/СПИД и туберкулез. Они также помогают обучать родителей тому, как предотвращать и лечить заболевания своих детей и самих себя, а также обучают медицинских работников. Проджект ХОУП также создает банки здравоохранения, которые выдают небольшие кредиты женщинам, чтобы они могли улучшить свое здоровье и здоровье семьи.
Штаб-квартира организации находится в Вашингтоне, округ Колумбия.

## История
Основание Прожект ХОУП началось с корабля-госпиталя «HOPE», (переоборудованного из USS Consolation(AH-15)). Основание и первые годы Прожект ХОУП получили поддержку со стороны как правительства, так и частного сектора США.
Корабль был выведен из эксплуатации в 1974 году совершив до этого плавания в Индонезию, Южный Вьетнам, Перу, Эквадор, Гвинею, Никарагуа, Колумбию, Цейлон (Шри-Ланка), Тунис, Ямайку и Бразилию . Во время этих рейсов врачи, медсестры и технический персонал оказывали медицинскую помощь и обучение людям в каждой посещаемой стране. Корабль-госпиталь не был заменен, и проект полностью переключился на наземные операции.

## Расположение программ
Прожект ХОУП имеет активные программы в следующих странах:

### Африка[5]
- Эфиопия[6]
- Малави[7]
- Намибия[8]
- Нигерия[9]
- Сьерра-Леоне[10]
- Южная Африка
- Замбия[11]

### Америка[12]
- Багамские Острова[13]
- Колумбия[14]
- Доминиканская Республика[15]
- Эквадор[16]
- Гаити[17]
- Гондурас[18]
- Мексика[19]
- США[20]

### Азия и Тихоокеанский регион
- Китай[21]
- Индонезия[22]
- Филиппины[23]

### Центральная и Восточная Европа[24]
- Косово[25]
- Северная Македония[26]
- Молдова
- Польша
- Румыния
- Украина[27]

### Ближний Восток[28]
- Египет[29]
- Йемен[30].

## Украина
Прожект ХОУП начал работать на Украине в 2002 году с программы обучения жизненным навыкам, направленной на профилактику употребления наркотиков, профилактику ВИЧ и образование детей в начальных школах. В 2007 году Прожект ХОУП начал пятилетний проект USAID по созданию возможностей для оказания услуг по ВИЧ/СПИДу в Украине, направленный на мобилизацию сообщества для групп населения, которым грозит самый высокий риск
В 2012—2017 годах Прожект ХОУП помог улучшить здоровье украинцев, позволив Правительству Украины снизить заболеваемость и смертность от туберкулеза.
После вторжения России в Украину в феврале 2022 года Прожект ХОУП начал гуманитарное реагирование на Украине, а также в Молдове, Польше и Румынии по предоставлению медицинской и гуманитарной помощи нуждающимся, включая беженцев, спасающихся от вторжения.
С тех пор Прожект ХОУП поддержал более 1.5 украинцев и 400 медицинских учреждений в регионе. Помощь включает доставку медикаментов и расходных материалов; мобильные медицинские бригады (ММБ) для оказания первичной медико-санитарной помощи населению в отдаленных и прифронтовых территориях; серию тренингов в сфере здравоохранения и ментального здоровья; ряд проектов по реконструкции; доставку питьевой воды и средств гигиены; психосоциальную поддержку (ПСП) переселенцам и другие виды помощи.